# Höhlen von Isturitz und Oxocelhaya
Die Höhlen von Isturitz und Oxocelhaya (frz.: Grottes d’Isturitz et d’Oxocelhaya oder Grottes d’Oxocelhaya et d’Isturits) befinden sich im Département Pyrénées-Atlantiques in Frankreich und gehören zu den baskischen Gemeinden Isturits (auch Isturitz) und Saint-Martin-d’Arberoue im Kanton Pays de Bidache, Amikuze et Ostibarre. Sie liegen etwa 12 km vom Städtchen Hasparren entfernt. Die Schauhöhlen sind Teil eines Karsthöhlensystems, der Eingang liegt 209 m über dem Meeresspiegel. Die Höhlen enthalten Siedlungsschichten vom Moustérien bis in an das Ende des Jungpaläolithikums und zählen mit ihren Kleinkunstwerken und Artefakten zu den bekanntesten Fundplätzen der Altsteinzeit in Südfrankreich.

## Das Höhlensystem
Die Höhlen, die ursprünglich durch den Fluss Arbéroue ausgeschwemmt wurden, bilden ein Höhlensystem, das sich auf mehrere Ebenen verteilt. Die „Grotte d’Isturitz“ ist die oberste, darunter folgt die Höhle mit dem baskischen Namen Oxocelhaya-Hariztoya, die unter anderem für ihre strahlend weißen Stalagmiten und einige Höhlenmalereien sowie Felsritzungen bekannt ist. Beide Höhlen können besichtigt werden. Die unterste Höhle, Grotte d’Erberua, ist mit Wasser gefüllt und daher nur mit Taucherausrüstung begehbar. Auch diese Höhle wurde von den eiszeitlichen Menschen aufgesucht. Die oberste Höhle besteht aus zwei je etwa 100 m langen Höhlenräumen, die durch Gänge miteinander verbunden sind und eine Fläche von ca. 2 500 m² einnehmen. Der nördliche Raum bekam den Namen Salle d’Isturitz oder Grande Salle, da dieser Bereich mit seinem nördlichen Eingang in der Kommune Isturitz liegt. Der südliche Höhlenraum wurde Salle de Saint-Martin benannt und liegt in der Kommune von Saint-Martin-d’Arberoue. Den Namen Isturitz erhielt die oberste Höhle aufgrund der Tatsache, dass bis 1912 nur der nördliche Eingang bekannt war. Der Eingang, der in der Kommune Saint-Martin-d’Arberoue liegt, dient heute als Haupteingang.

## Forschungsgeschichte

Isturitz ist No. 6

Von 1895 bis 1898 wurde im nordöstlichen Bereich der Höhle Phosphat abgebaut. Die wenigen Artefakte, die zu dieser Zeit geborgen wurden, sind heute unauffindbar oder wurden teilweise schon während der Arbeiten zerstört. Erst ab 1912 wurde die Höhle als offizielle Fundstelle anerkannt und systematisch von Eduard Pessamard ergraben. Seine Ergebnisse, die er bis 1922 gesammelt hatte, veröffentlichte er in mehreren Artikeln und abschließend 1944 in einer Monographie. Zwischen 1928 und 1950 übernahm René de Saint-Périer die Leitung und veröffentlichte abschließend drei Bände mit allen ergrabenen Artefakten aus den Schichten des Moustérien bis zum Magdalénien.
Seit 1999 leitet Christian Normand die Ausgrabungen. Isturitz gilt als eine von sehr wenigen Fundstellen, in denen genau datierte Fossilien des anatomisch modernen Menschen (Homo sapiens) in unmittelbarem Zusammenhang mit Artefakten aus der Epoche des frühen Aurignacien geborgen wurden. Insgesamt wurden mehr als 100 Knochen und Zähne entdeckt, für die mit Hilfe der Beschleuniger-Massenspektrometrie ein Alter von 42.625 bis 41.355 Jahren (Cal BP) errechnet wurde.

## Stratigraphie
Großer Saal: Der unterste archäologische Horizont besteht aus einer braunen sehr dichten Lehmschicht mit grobem Schutt. Die gefundenen Artefakte schrieb man dem Aurignacien zu (Schicht V). Deutlich unterscheidet sich die darüberliegende Schicht. Diese besteht großenteils aus organischem Material mit eingetieften Feuerstellen und Holzkohleresten, die für die C14-Datierung verwendet wurden. Die Steinartefakte ließen eine Zuschreibung ins Gravettien zu (Schicht IV). Die nächste sehr mächtige und helle Schicht III, ebenfalls dem Gravettien zuzuschreiben, ist klar vom Solutréen, der Schicht III.a. abgesetzt. Daran anschließend fand man im Salle d’Isturitz eine 0,1 bis 1,0 m mächtige Schicht des Magdalénien moyen, auf der eine weitere Magdalénien Schicht folgt, die jünger datiert werden kann, da sich die gefundenen Harpunen und Geschossspitzen von der darunter liegenden Schicht unterscheiden. Man ergrub außerdem noch einen weiteren archäologischen Horizont des Azilien (I.a.).

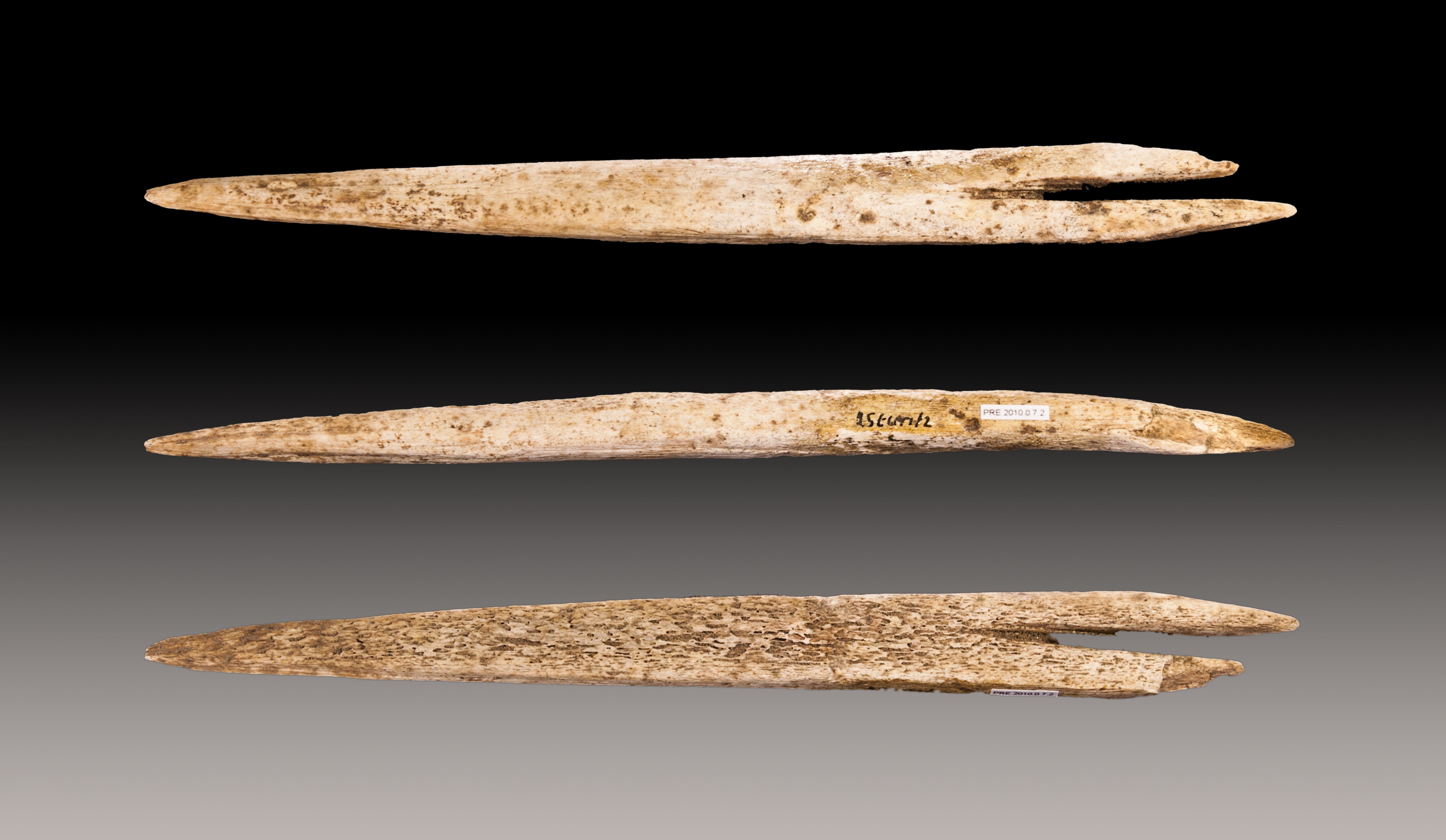
Speerspitze mit gegabelter Basis aus dem Magdalénien aus der Höhle von Isturitz im Muséum de Toulouse

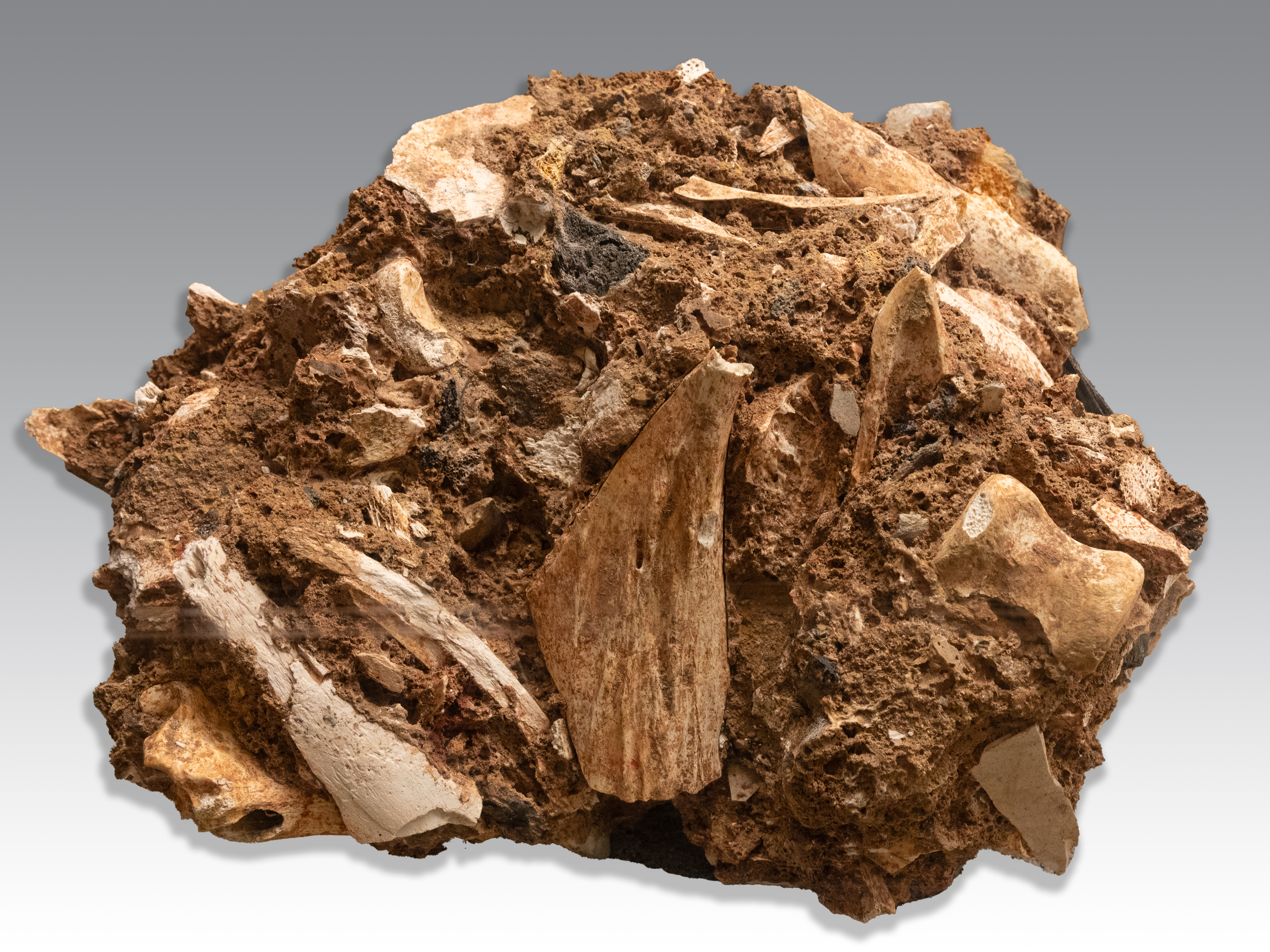
Knochenbrekzie

Salle de Saint-Martin: Hier wurden zwei Fundhorizonte des Moustérien entdeckt, die durch eine Stalagmitenschicht vom jüngeren Aurignacien getrennt sind. Diese Schicht existiert nicht im Salle d’Isturitz. Über dem nächsten, auch Protoaurignacien genannten Horizont, folgt die Schicht S II, ebenfalls Aurignacien, die deutlich durch eine Stalagmitenschicht von der darunter liegenden getrennt ist. Saint-Périer fand vom Solutréen nur wenige Spuren im Salle de Saint-Martin. Darüber folgt eine Schicht des mittleren Magdalénien, das durch eine weitere Stalagmitenschicht abgeschlossen wurde und sich mit dem Magdalénien II aus dem Salle d’Isturitz verbinden lässt.
Korrelation der Stratigraphien:
Der stratigraphische Befund gibt Aufschluss über die Nutzung der Höhle: Der Neandertaler hielt sich vermutlich nur in dem Salle de Saint-Martin auf. Im Aurignacien wurde die gesamte Fläche genutzt, jedoch geschah dies nicht gleichzeitig. Die Grotte wurde vermutlich erst von Menschen des Magdalénien moyen komplett „besiedelt“. Es fanden sich weitere wenige Spuren neolithischer, bronzezeitlicher und römischer Nutzung.
Die Stratigraphie von Passemard und von Saint zeigen zwar Unterschiede in den Ausmaßen der einzelnen Horizonte, doch kann dies auf unterschiedliche Grabungsmethoden der beiden Forscher hindeuten.

## Datierung
Das Aurignacien, das in Isturitz in ca. drei Phasen gegliedert werden kann, wurde mit Hilfe der AMS- und der C14-Methoden datiert:
- Protoaurignacien: 36.510 BP (AMS)
- frühes Aurignacien: 35 000–32 000 BP (C14)
- spätes Aurignacien: 32 000–30 000 BP (C14)

Für das Gravettien liegen C14 Daten vor, die eine Nutzung zwischen 27 000 und 20 000 BP für die Höhle Isturitz belegen.

## Fauna und Klima
Die ergrabenen Faunafunde des Jungpaläolithikums werden von Pferdeknochen dominiert. Darauf folgen Ren und Hirsch.
Das Klima, das mit Hilfe von Pollenanalyse rekonstruiert werden konnte, zeigt eine deutliche Abkühlung seit dem Aurignacien. Im Solutréen herrschte ein feuchteres und weniger kaltes Klima, das im Magdalénien nur leicht verändert.

## Belege
1. ↑  Die Fundumstände sind nicht immer eindeutig oder der Erhaltungszustand der Knochen schlecht, sodass bei den Schädeln und Unterkiefern aus den französischen Höhlen La Quina, Le Petit-Puy-Moyen, La Chaise Gourdan, Marlanaud, Estelas, Aubert, Isturitz und Salleles-Carbardes eine Deponierung rituellen Charakters nur vage vermutet werden kann. In: M. M. Rind: Menschenopfer 1998 S. 101
2. ↑  Eintrag Isturitz in: Bernard Wood (Hrsg.): Wiley-Blackwell Encyclopedia of Human Evolution. 2 Bände. Wiley-Blackwell, Chichester u. a. 2011, ISBN 978-1-4051-5510-6.